# Bill Woodhouse
Bill Woodhouse (* 11. Dezember 1936; † 9. Januar 2014) war ein US-amerikanischer Sprinter.
1959 wurde er bei den Panamerikanischen Spielen in Chicago Siebter über 100 m und siegte in der 4-mal-100-Meter-Staffel.

## Persönliche Bestzeiten
- 100 Yards: 9,3 s, 5. Mai 1959, Abilene
- 100 m: 10,2 s, 16. April 1960, Abilene
- 220 Yards: 20,7 s, 5. Mai 1959, Abilene (entspricht 20,6 s über 200 m)